# Grosvenor Mountains
Grosvenor Mountains är ett berg i Antarktis. Det ligger i Östantarktis. Nya Zeeland gör anspråk på området. Toppen på Grosvenor Mountains är 3 200 meter över havet.
Terrängen runt Grosvenor Mountains är varierad. Grosvenor Mountains är den högsta punkten i trakten. Trakten är obefolkad. Det finns inga samhällen i närheten.